# Love Stage!!
Love Stage!! (яп. ラブ ステージ Рабу Сутэ:дзи, букв. «Любовная сцена») — яой-манга Эйки Эйки с иллюстрациями Тайси Дзао. Начала публиковаться в июле 2010 года в журнале Asuka Ciel издательством Kadokawa Shoten. Также с мая 2011 года выходит спин-офф лайт-новел под названием Back Stage!!. Аниме-адаптация студии J.C.Staff из 10 серий транслировалась с июля по сентябрь 2014 года.

## Сюжет
Идзуми Сэна — младший сын в талантливой семье. Его отец — владелец актерской компании, мать — кинозвезда, старший брат Сого — вокалист очень популярной рок-группы. Идзуми — неудачник и студент-отаку, влюблённый в вымышленный аниме-сериал «Девочка-волшебница Лала-Лулу» и мечтающий стать мангакой. Однажды его заставляют сняться в рекламном ролике с Итидзё Рёмой, сверхпопулярным молодым актёром, с которым он снимался десять лет назад.

## Персонажи
Идзуми Сэна (яп. 瀬名 泉水 Сэна Идзуми) — главный герой аниме и манги, вокруг которого и разворачиваются события. Замкнутый в себе и неуверенный отаку. Обожает «Девочку-волшебницу Лала-Лулу». После того, как он снялся в рекламе будучи ребёнком, Идзуми много раз пытались затянуть в мир шоу-бизнеса, но сам он даже приближаться к этой индустрии не желал. Идзуми хотел быть похожим на своего кумира, Саотомэ Миябу, создателя «Лала-Лулу», поэтому решился стать мангакой, хоть и рисовал плохо. Состоит в Клубе любителей манги. Однажды Идзуми получает предложение сняться в рекламе десять лет спустя, в роли невесты. После недолгих уговоров он соглашается, но эта реклама заставляет его жизнь резко измениться.
Сэйю: Цубаса Ёнага
Рёма Итидзё (яп. 一条 龍馬 Итидзё Рё:ма) — известный актёр. Десять лет назад снимался с Идзуми в свадебной рекламе, где тот играл девочку, подружку невесты. Все десять лет считал Идзуми девушкой и, соответственно, был влюблён в него. Рёму шокировало то, что на самом деле Идзуми являлся парнем, но он продолжал любить его.
Сэйю: Такуя Эгути
Сёго Сэна (яп. 瀬名 聖湖 Сэна Сё:го) — старший брат Идзуми, вокалист популярной рок-группы «Дробилка». Страдает сильным братским комплексом, он всегда сильно заботился об Идзуми и буквально стал ему вторым отцом. Сёго очень талантлив и умен (в романе «Back Stage» даже был назван гением), из-за чего он испытал свои силы во многих областях, прежде чем сформировать группу. Обычно ведёт себя беззаботно и непринужденно, но становится очень трудолюбивым, когда это необходимо. Влюблен в Рэя Сагари.
Сэйю: Дайго
Нагиса Сэна (яп. 瀬名渚 Сэна Нагиса) — мать Сёго и Идзуми, модель, ставшая талантливой актрисой, а также поклонница Рёмы.
Сэйю: Саяка Охара
Сэия Сэна (яп. 瀬名聖夜 Сэна Сэия) — отец Сёго и Идзуми, актёр, ставший певцом-исполнителем традиционных японских баллад, наполовину японец. Также президент их семейного агентства «Сэна Продакшн» («Сэна Про»).
Сэйю: Рётаро Окиаю
Рэй Сагара (яп. 相楽 玲 Сагара Рэй) — менеджер агентства «Сэна Про». Для семейства Сэна как член семьи. Как и Сёго, излишне опекает Идзуми. Стремится устроить его в индустрию шоу-бизнеса.
Сэйю: Дайсукэ Хиракава
Косукэ Сотомура (яп. 外村光輔 Сотомура Ко:сукэ) — менеджер Сёго.
Сэйю: Кадзутоми Ямамото
Такахиро Курои (яп. 黒井高広 Курои Такахиро) — друг Идзуми, так же состоит в Клубе любителей манги. Ассистент Саотоме Миябы.
Сэйю: Рёхэй Кимура
Кадзуми Сино (яп. 篠 架純 Сино Кадзуми) — менеджер Итидзё Рёмы, компании «B-Dash».
Сэйю: Кёко Сакаи
Кодзиро Рюдзаки (яп. 竜崎虎次郎 Рю:дзаки Кодзиро:) — президент компании «B-Dash».
Сэйю: Сётаро Морикубо
Тэмма Хидака (яп. 飛鷹天馬 Хидака Тэмма) — секретарь Кодзиро из компании «B-Dash».
Сэйю: Дзюндзи Мадзима

## Манга
Манга Love Stage!! начала публиковаться в журнале Asuka Ciel издательством Kadokawa Shoten. Первый том в формате танкобона вышел 27 мая 2011 года. По состоянию на 1 ноября 2016 года, всего выпущено 7 томов. Компания SubLime приобрела права на распространение манги на территории Северной Америки; первый том на английском языке вышел 12 мая 2015 года. В Германии манга издаётся компанией Tokyopop.
| № | Япония              | Япония                 | Северная Америка     | Северная Америка       |
| № | Дата публикации     | ISBN                   | Дата публикации      | ISBN                   |
| - | ------------------- | ---------------------- | -------------------- | ---------------------- |
| 1 | 27 мая 2011 года    | ISBN 978-4-04-854636-2 | 12 мая 2015 года     | ISBN 978-1-42-157991-7 |
| 2 | 30 мая 2012 года    | ISBN 978-4-04-120265-4 | 14 июля 2015 года    | ISBN 978-1-42-157992-4 |
| 3 | 30 мая 2013 года    | ISBN 978-4-04-120723-9 | 8 сентября 2015 года | ISBN 978-1-42-157993-1 |
| 4 | 31 мая 2014 года    | ISBN 978-4-04-121134-2 | 10 ноября 2015 года  | ISBN 978-1-42-157994-8 |
| 5 | 22 ноября 2014 года | ISBN 978-4-04-101730-2 | 10 мая 2016 года     | ISBN 978-1-42-158049-4 |
| 6 | 1 октября 2015 года | ISBN 978-4-04-103323-4 | 13 декабря 2016 года | ISBN 978-1-42-158808-7 |
| 7 | 1 ноября 2016 года  | ISBN 978-4-04-104889-4 |                      |                        |

## Лайт-новел
Первый том спин-офф лайт-новел под названием Back Stage!! был опубликован издательством Kadokawa Shoten под импринтом Kadokawa Ruby Bunko 31 мая 2011 года. По состоянию на 1 июня 2013 года, всего выпущено 3 тома.
| № | Дата публикации      | ISBN                   |
| - | -------------------- | ---------------------- |
| 1 | 31 мая 2011 года     | ISBN 978-4-04-449423-0 |
| 2 | 28 декабря 2011 года | ISBN 978-4-04-100150-9 |
| 3 | 1 июня 2013 года     | ISBN 978-4-04-100866-9 |

## Аниме
Компания Kadokawa Shoten анонсировала выпуск аниме-адаптации в ноябре 2013 года. 10-серийный аниме-сериал студии J.C.Staff транслировался с 9 июля по 10 сентября 2014 года на Tokyo MX. Режиссёром выступил Кэнъити Касаи, сценаристом — Митико Ёкотэ; дизайн персонажей разрабатывала Ёко Ито.
Открывающую композицию к аниме-адаптации под названием «LΦVEST» исполняет группа SCREEN mode, а закрывающую композицию под названием «CLICK YOUR HEART!!» исполняет Кадзутоми Ямамото.

### Список серий
| №   | Название                                                                                    | Дата трансляции       |
| --- | ------------------------------------------------------------------------------------------- | --------------------- |
| 1   | Дверь к моим мечтам «Юмэ но Тобира» (ユメヘノトビラ)                                        | 9 июля 2014 года      |
| 2   | Потому что я смог встретиться с тобой «Кими ни Аэтакара» (キミニアエタカラ)                 | 16 июля 2014 года     |
| 3   | Если бы всё это было только сном «Юмэ Нара Ёкатта но Ни» (ユメナラヨカッタノニ)             | 23 июля 2014 года     |
| 4   | Но ты мне нравишься «Дэмо Суки Нанда» (デモスキナンダ)                                      | 30 июля 2014 года     |
| 5   | Совсем немного «Тётто Дакэ Нара» (チョットダケナラ)                                         | 6 августа 2014 года   |
| 6   | Что это за вид испытания? «Нан но Сирэн дэсу ка» (ナンノシレンデスカ)                       | 13 августа 2014 года  |
| 7   | Может ли это быть... «Корэттэ Мосикаситэ» (コレッテモシカシテ)                              | 20 августа 2014 года  |
| 8   | Любовная сцена: Мужской стиль «Рабу-Сутэ:дзи Отокотати но Рю:ги» (Φ(ラブ)-STAGE 男達の流儀) | 27 августа 2014 года  |
| 9   | Какой путь правильный? «Дотти га Тадасии но» (ドッチガタダシイノ)                           | 3 сентября 2014 года  |
| 10  | Любви недостаточно «Суки дзя Таринай» (スキジャタリナイ)                                    | 10 сентября 2014 года |
| OVA | Любовная сцена!! «Тёттодзянакуттэ» (チョットジャナクッテ)                                   | 22 ноября 2014 года   |